# سمنود
سَمَنُّود مدينة مصرية تتبع محافظة الغربية إداريا وهي عاصمة مركز سمنود. يُعتقد أن سمنود كانت تحتل مكانة هامة في العصور الفرعونية فقد كانت مركز اقتصادي وديني كبير. وكانت عاصمة لمصر كلها عندما تولى نخت إنبو الأول عرش مصر عام 380 قبل الميلاد من الأسرة المصرية الثلاثون. تشتهر سمنود بآثارها الفريدة من مثل كنيسة الشهيد أبانوب وحمام سمنود. تقع المدينة على فرع دمياط وتبعد المدينة 10 كم عن المحلة الكبرى و130 كم شمال القاهرة.

## التاريخ
سمنود مدينة قديمة ذكر هنري جوتييه في كتابه «قاموس الأسماء الجغرافية في النصوص الهيروغليفية» أن المدينة في العصر الفرعوني سميت تبنوتير (Tebnoutir)، وفي العصر الروماني سبنيتوس (Sébennytos)، وأطلق عليها الآشوريون اسمه سبنوتي (Zabnuti) واسمها القبطي سمنوت (Xemnout). بينما يذكر إميل أميلينو في كتابه جغرافية مصر في العصر القبطي أن اسمها المصري سيبتينيتو (sebtiniton) واسمها القبطي سمنوتي (Djemnouti). ذكر الآخرون أن المدينة اسمها المصري سبنترت وهي كلمة مكونة من مقطعين تعني الأرض المقدسة ثم حرفت إلى سبنتر ثم إلى سبنوتس الرومية وبعد الفتح العربي عرفت بسمنود.
كانت المدينة عاصمة القسم الثاني عشر بالوجه البحري (ثب نتر، العجل المقدس) وكان ومعبودها أنحور. وخرج منها الملك نختنبو الأول الذي أسس الأسرة الثلاثون في سنة 380 ق.م واتخذ المدينة عاصمة له، تعاقب على حكم المدينة والسلالة الملكان تيوس ونختنبو الثاني، اللذان حاولا صد غزوات الفرس على مصر، ولكنهما فشلا لتسقط مصر في أيدي الفرس، ويكون نختنبو الثاني آخر حاكم مصري.
كانت سمنود من بين المدن القليلة التي رفضت الانصياع لسيطرة نيقتاس، قائد الثورة الهراقلية ضد الإمبراطور فوقاس. فقد اختار حاكمها بول  الوقوف إلى جانب الإمبراطور ودعم القائد بونوسوس أحد أبرز أنصاره. شارك بول مع بونوسوس في حروبه بمنوف ونقيوس ومحاولة دخول الإسكندرية. غير أن جيشهم مني بالهزيمة، فاضطر بول إلى التقهقر حتى استطاع نقيتاس أسره، ولكنه عفا عنه. تولى اثنان من أبناء المدينة منصب بطرك الكنيسة القبطية هما يوأنس الثالث وقزمان الثاني، وكذلك ولد به يوحنا السمنودي، عالم اللغة القبطية الذي أكان أسقف سمنود. كان في المدينة أبرشية مسيحية ظلت عاملة حتى أواخر القرن الثالث عشر الميلادي، في دلالة على استمرار الوجود المسيحي بالمدينة حتى ذلك القرن.
قاومت سمنود الفتح الإسلامي في عام 639، وظلّت متمردة لفترة من الزمن. كانت المدينة في صدر الإسلام من مواطن الربيع التي ينزلها العرب. خرج في سمنود يحنس القبطى سنة 132 هـ واجتمع حوله خلق من أهلها فبعث إليه عبد الملك بن مروان أمير مصر موسى بن نصير أو عبد الرحمن بن عتبة المعافري فأخمد الثورة وقتل يحنس وكثير من أصحابه. كانت المدينة قاعدة عمل السمنودية الذي استحدث في العصر الفاطمي وظلت المدينة عاصمة له، حتى ضمت إلى أعمال الغربية في عهد الناصر محمد بن قلاوون. ذكر الرحالة التركي أوليا جلبي أن سمنود، وقت زيارته لها، كانت تضم نحو ألف وثلاثمئة دار وثلاثة جوامع وثلاثة مساجد واثني عشر مكتبًا وسبعة أسبلة وحمّامًا واحدًا وإحدى وخمسين دكانًا. وقت الحملة الفرنسية اختيرت سمنود قاعدة لمديرية الغربية بدلًا من المحلة الكبرى، بسبب وقعها على النيل وتنكيلًا بأهل المحلة الذين قاموا الفرنسيس.
أصرت نظارة الداخلية قرار في عام 1882 بإلغاء مركز سمنود ونقل ديوان المركز إلى مدينة المحلة وتسميته بمركز المحلة الكبرى نظرًا لصغر حجم سمنود مقارنة بالمحلة. زار الرحالة جون غاردنر ويلكنسون المدينة في عام 1843، وذكر بأنها مدينة معتبرة فيها خان، وقال أن المدينة تشتهر بصناعة الفخار الذي كان يُرسل إلى القاهرة. صدر قرار في 18 إبريل 1871 بفصل 12 بلدة من مركز المحلة وستة من مركز زفتى وأربع من طلخا بما مجموعه 22 بلدة لتشكل مركز سمنود ثم أعيد ناحية شبرا اليمن إلى مركز زفتى لتصبح بلدات المركز 21 بلدة. خرجت المظاهرات في المدينة ضمن ثورة 1919 قتل في إحداها ملازم شرطة في يوم 18 مارس. ألغي المركز وأعيدت بلداته إلى مراكزها الأصلية في 16 مايو 1929 ثم صدر صدر قرار إعادة المركز في 13 أبريل 1930 ثم إلغائه 24 فبراير 1931 ثم أخيرًا أعيد المركز في 2 مارس 1935.

## الجغرافيا

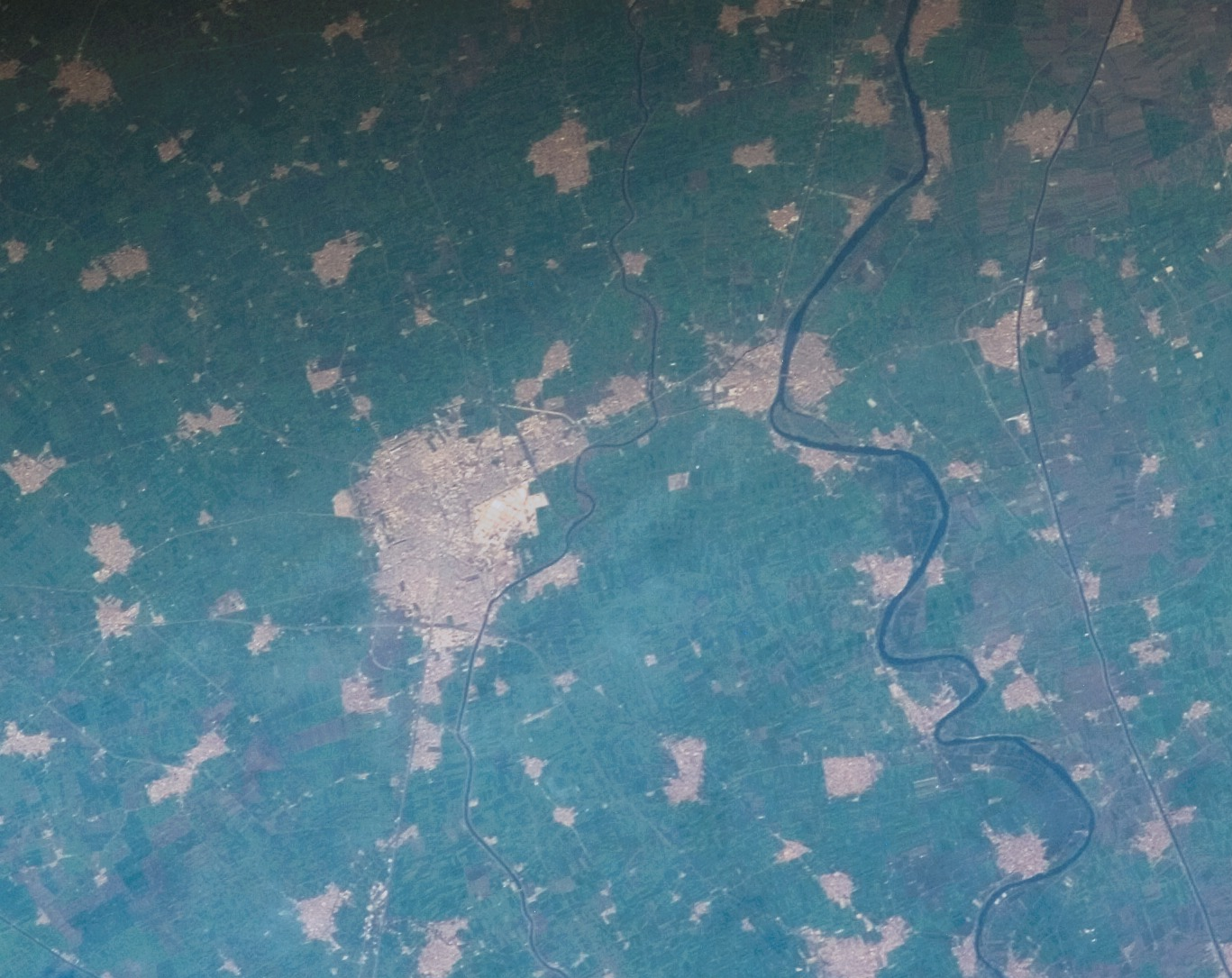
صورة فضائية لمدينة سمنود على فرع رشيد ومدينة المحلة الكبرى المجاورة لها من مركز جونسون للفضاء التَّابعة لوكالة الفضاء الأَمريكيَّة في عام 2007

تقع سمنود في شمال شرق محافظة الغربية غربي فرع دمياط، تربة المدينة (مثل بقية الدلتا) تربة سوداء طينية رسوبية متشكلة من طمي النيل. مناخ سمنود دافئ شتاء حار صيفًا وهو معتدل نسبيًا طوال العالم، تقع المدينة ضمن الإقليم الأوسط قليل المطر الذي يبلغ متوسط هطول المطر فيه ما بين 25 مم و100 مم.

يحد مركز سمنود من الشمال مركز نبروه ومن الشرق فرع دمياط ومن الغرب مركز المحلة الكبرى ومن الجنوب مركز زفتي، ويوضح ذلك الجدول بالأسفل:

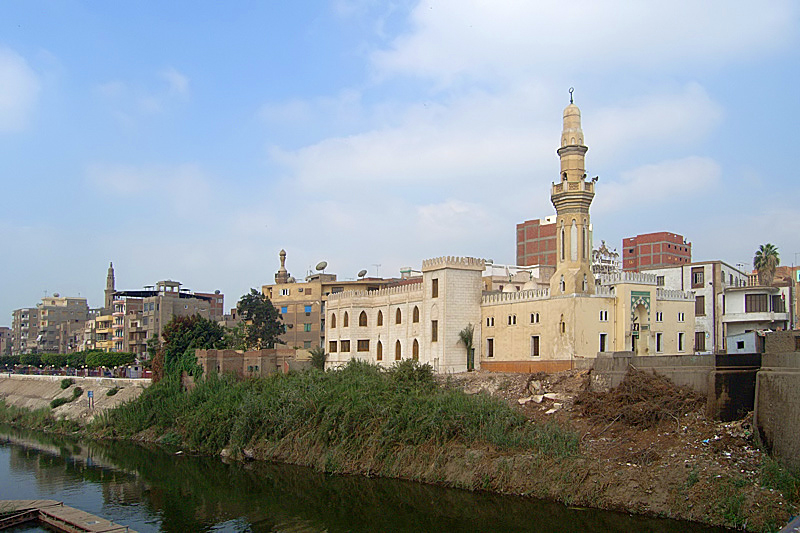
جانب من كورنيش سمنود

## الاقتصاد

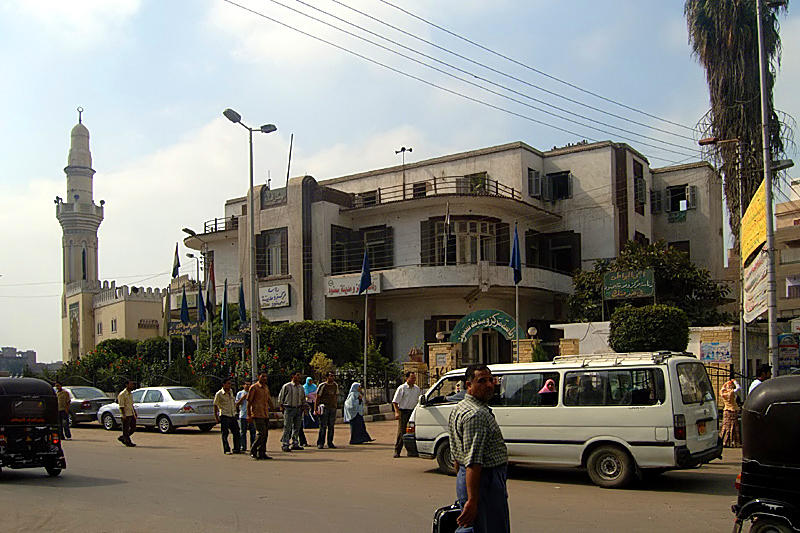
قصر سكن به مصطفى النحاس باشا أثناء زيارته للمدينة

ذكر أن سمنود كانت من المراكز الكبيرة لتجارة الأخشاب. ذُكر أيضا أن معنى اسم المدينة هو موجدة الإله بسبب أن أهلها مهرة في نحت التماثيل. يوجد بمركز سمنود 5426 وحدة حيوانية أي 6,9%، و31 منشأت غذائية. يوجد بسمنود شونة مركزية لتخزين القمح تبلغ سعتها 6000 طن.

توجد في سمنود صناعة الغزل والنسيج أهمها شركة سمنود للنسيج والوبريات والتي كانت فرع لشركة مصر للغزل والنسيج المتركزة بالمحلة تعاني شركة سمنود حاليا من شبح الإغلاق بسبب تراكم الديون عليها، تشتهر المدينة بصناعة الفخار وقد وافق مجلس النواب على إنشاء منطقة صناعية للفخار بالمدينة على مساحة فدانين، وذلك في محاولة لتشجيع الصناعة وحمايتها من الاندثار. يمر بالمدينة خط قطار طنطا المنصورة دمياط والذي يربطها بالمدن سالفة الذكر وبالمحلة الكبرى وبالتوازي معه يوجد طريق سريع يوصل إلى ميناء دمياط.

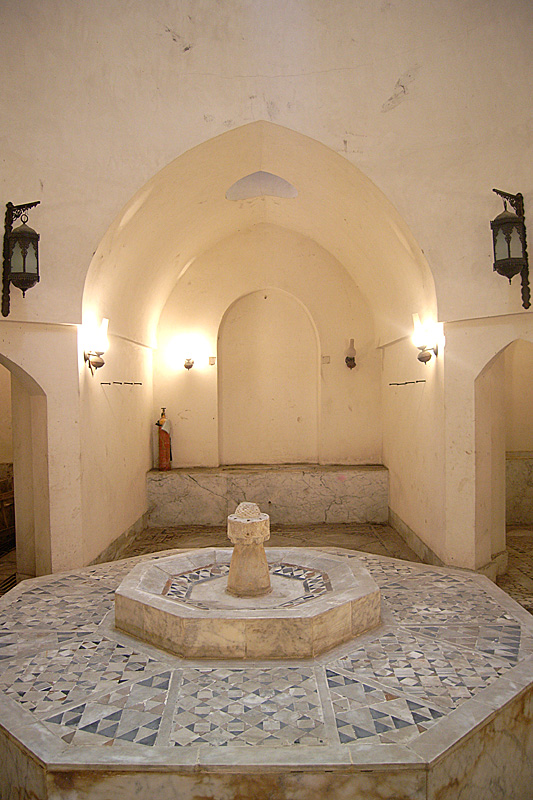
حمام سمنود من الداخل

## السكان
سمنود هي خامس أكبر مدن محافظة الغربية بلغ عدد سكانها 92,191 نسمة في تقدير 2025. بلغ نسبة سكان المدينة من إجمالي الحضر بالمحافظة 4,43% في فترة 1986 و4,51% في فترة 1996 و4,77% في فترة 2006/1996، ومعدل النمو 1.8185 في فترة 2006/1996، ومتوسط الأسرة 3.8، ومعدل وفيات الرضع 19.723 في 2006.
| السنة/التعداد | 1882   | 1897   | 1907   | 1927   | 1947   | 1960   | 1976   | 1986   | 1996   | 2006   | 2017   | 2025   |
| ------------- | ------ | ------ | ------ | ------ | ------ | ------ | ------ | ------ | ------ | ------ | ------ | ------ |
| السنة/التعداد | 11,550 | 13,495 | 14,408 | 15,236 | 19,824 | 27,317 | 35,416 | 41,897 | 47,748 | 57,177 | 76,975 | 92,191 |

### الدين
أغلب سكان سمنود مثل باقي المدن المصرية مسلمون سنة مع وجود أقلية مسيحية قبطية أرثوذكسية. بلغ عدد مسلمي المدينة 41,739 نسمة وعدد المسيحين 158 في تعداد عام 1986 من أصل 41,897 سكان بالمدينة وقتها. تتبع كنائس سمنود للأبرشية الأرثوذكسية بالمحلة الكبرى والتي يرأسها الأنبا إغناطيوس الأسقف العام.

### التعليم
تنتشر في سمنود المدارس بجميع أنواعها من ابتدائية وإعدادية وثانوية وكذلك المعاهد الأزهرية. بلغ عدد الأميين بسمنود 9,714 نسمة في تعداد عام 2017 وعدد ذوي التعليم العالي 17,349 نسمة، ولكن أكبر حالة تعليمية هي ذوي المؤهل المتوسط الفني البالغة 9,163 نسمة من إجمالي 60,383 نسمة فوق 10 سنوات. أما حالات التسرب في المدينة فبلغ عدد التحق وتسرب 5216 نسمة ومن لم يلتحق 13,563 نسمة. أنشئت جامعة سمنود التكنولوجية في عام 2021 وبدأت العمل في العام الدراسي 2022/2023. تقتصر المباني الثقافية بالمدينة على مكتبة سمنود الثقافية التي أنشئت عام 1973 والواقعة على نهر النيل.

## التقسيم الإداري

الوحدات المحلية بمركز سمنود

سمنود هي قاعدة مركز سمنود الذي يتكون من 7 كيانات مدينة سمنود و6 وحدات محلية (الراهبين وأبو صير بنا ومحلة زياد وميت عساس وميت بدر حلاوة وميت حبيب الشرقية) و21 قرية. ويرأس المدينة ومركزها كمال عبد الله عزت يعد مركز سمنود أصغر مراكز المحافظة مساحة (144,63 كم2).

## المعالم

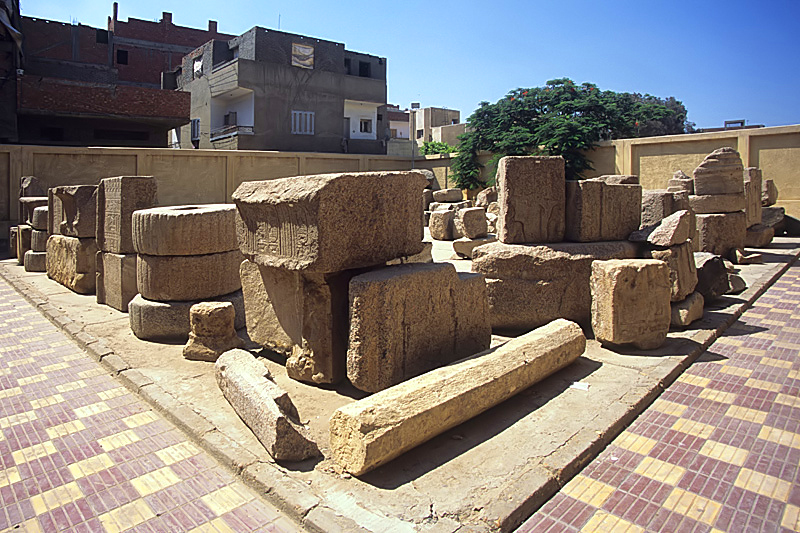
أحجار معبد سمنود

### المعبد
يوجد بالمدينة معبد بني في عهد الأسرة الثلاثين والبطالمة وكرس لعبادة أنحور وزوجته محيت، يقع المعبد اليوم خلف مستشفى المدينة المركزي ولم يبقى منه سوى بعض الكتل الجرانيتية.

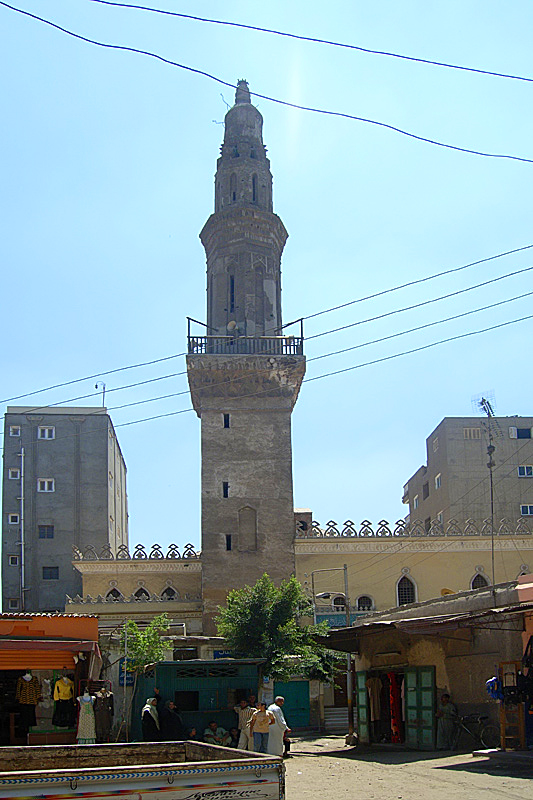
مأذنة جامع المتولي

### المساجد

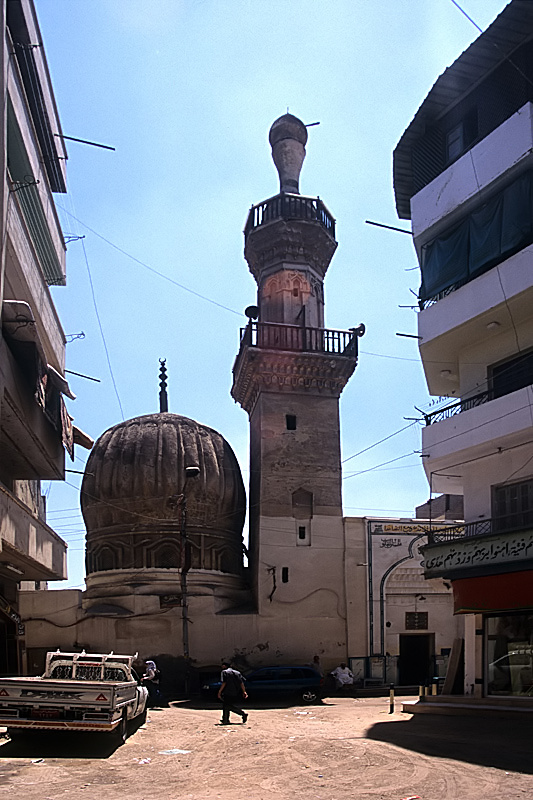
جامع العدوي

يوجد بسمنود عدة مساجد أثرية أقدمها مسجد سلامة الذي يتميز بمئذنته العائد للعصر المملوكي ومساحته التي تزيد عن فدان، ومسجد المتولى العائد للقرن الثامن الهجري في عصر المملوكي والواقع بسوق البياعين، ومسجد الشيخ إسماعيل العدوي الذي أنشأه محمد بن الحسن السمنودي، ومسجد الخواص العائد إلى أوائل القرن التاسع الهجري والذي بناه الحاج محمد عشري السمنودين وأيضا مسجد القاضي بكار ومسجد القاضي حسين.

### حمام سمنود
هو حمام عام بالمدينة على النيل اسمه «حمام إبراهيم سراج الدين الأثري»، يعود إنشائه لعام 1748 أي 1162 هجري، وهو من أكمل الحمامات بالريف. الحمام حاليًا بملكية الهيئة العامة للآثار منذ عام 1998. يؤدي بابه إلى مدخل مربع ينتهي إلى فناء مربع تتوسطه نافورة رخامية عليها 4 أعمدة رخامية، الحمام كله من الرخام.

### كنيسة الشهيد أبانوب
هي كنيسة أثرية بشارع سعد زغلول. ترجع أهمية الكنيسة بسبب كونها بحسب العقيدة المسيحية المحطة الخامسة لمريم العذراء ويسوع أثناء الهرب إلى مصر حيث أقاموا بها أسبوعين، الكنيسة مربعة قائمة على أربعة أعمدة في صفين، يرجع البناء الحالي للكنيسة إلى عام 1841. يعتقد المسيحيون بوجود آثار بالكنسية مثل الماجور والبئر إلى ذلك العهد واستخدام مريم ويسوع لهما. كانت الكنيسة أولى محطات العائلة المقدسة التي تطورها وزارة السياحة وقد افتتحها بعد التطوير وزير السياحة والآثار خالد العناني ووزير التنمية المحلية اللواء محمود شعراوي في عام 2021.

## أعلام
- إبراهيم علي شحاته السمنودي (1915 - 2008) من كبار القرَّاء وعلماء القراءات القرآنية.[67]
- عبد الفتاح الصعيدي (1892 - 1971) لغوي له العديد من المؤلفات وعضو في مجمع اللغة العربية بالقاهرة.[وب 13][68]
- إسماعيل الدهشان (1882 - 1950) شاعر من رواد الحركة الشعرية، له العديد من الدواوين.[69]
- أحمد باشا البدرواي (- 1910) من أعيان سمنود هو من بنى مسجد أحمد البدرواي ومستشفى للفقراء.[70][71]
- مصطفى النحاس (1879 - 1965) أحد أبرز السياسيين المصرين، تولى منصب رئاسة وزراء مصر.[وب 14]
- إبراهيم فرج مسيحة (1903 - 1994) سياسي من حزب الود شغل منصب وزير الشئون البلدية والقروية ووزير شئون السودان.[72]
- أحمد أبو إسماعيل (1915 - 2013) اقتصادي شغل منصب وزير المالية.[وب 15][73]
- مصطفى الحفناوي (1932 -) وزير الإسكان السابق.[74]
- مانيثون كاهن مصري بطلمي مؤلف كتاب تاريخ مصر.[وب 16][28]

## صور من سمنود

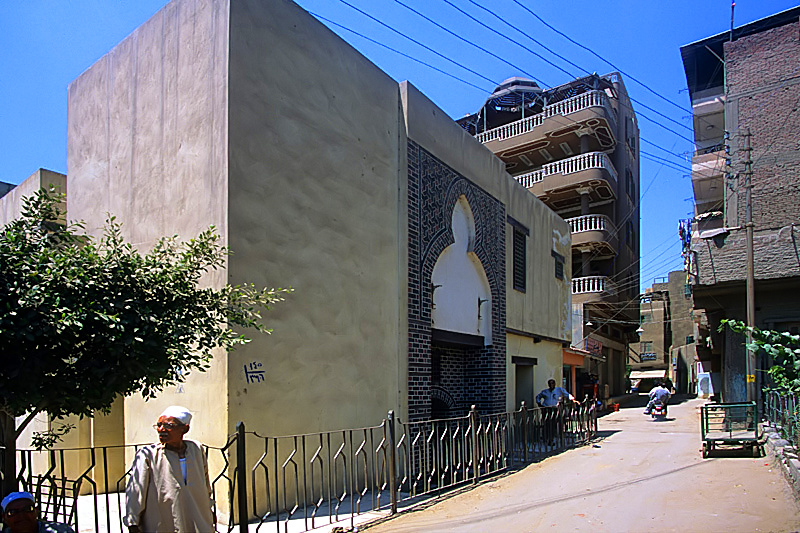
حمام عام
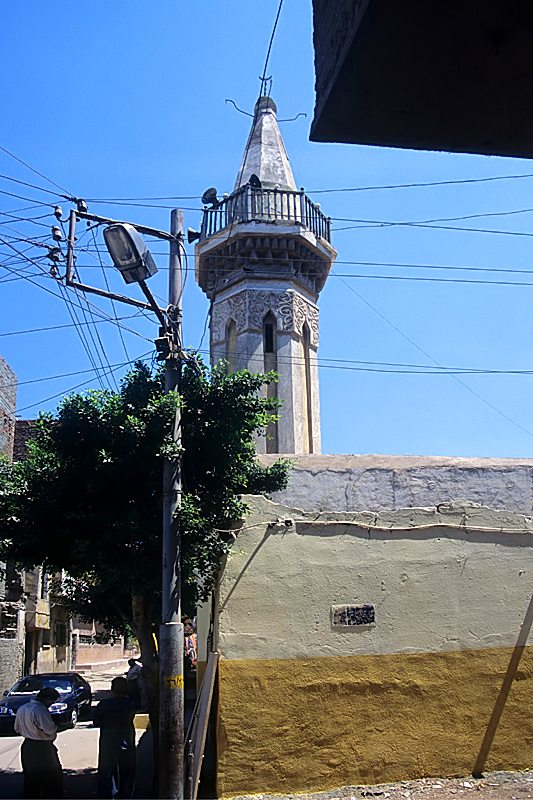
جامع القاضي حسين
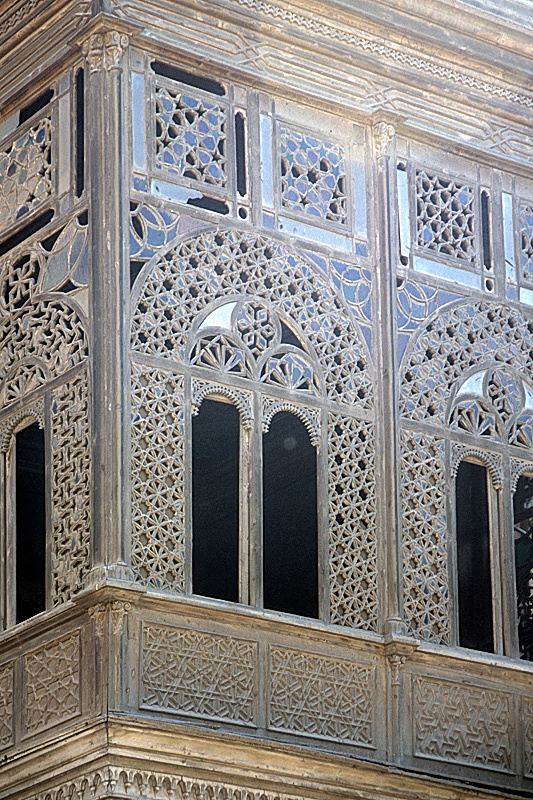
فن معماري من سمنود
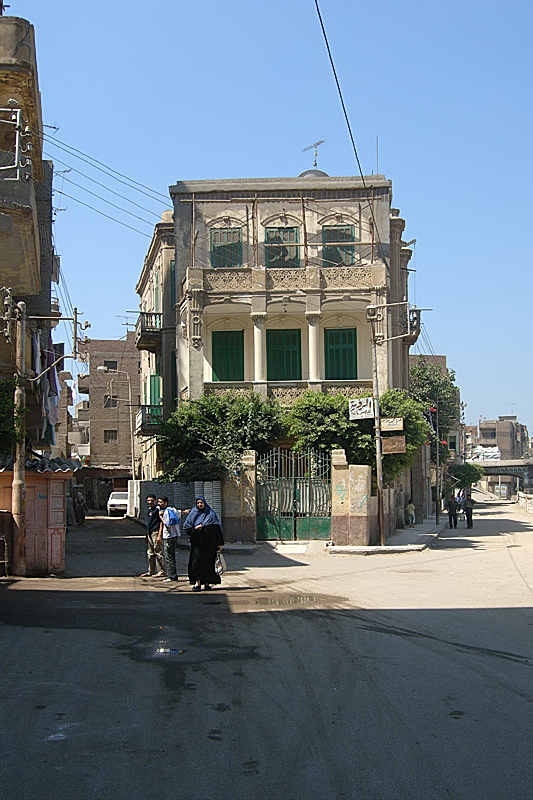
مباني بسمنود
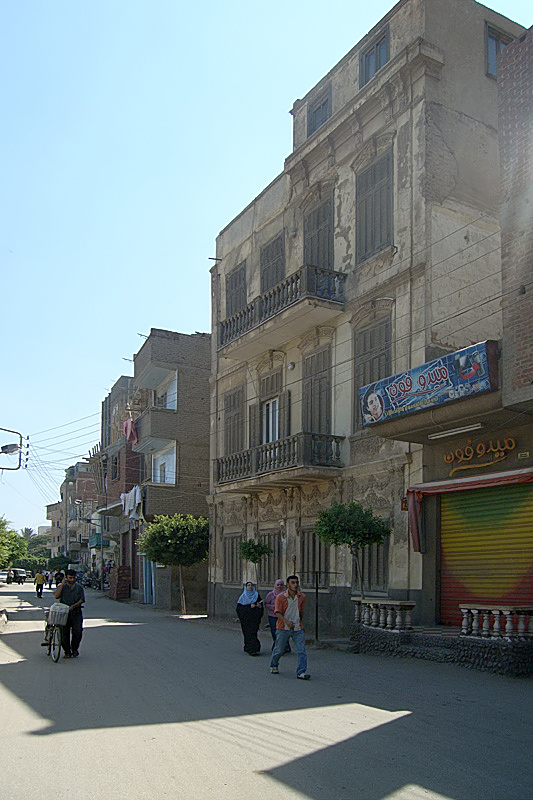